# Carondelet
Carondelet ist eine Parroquia rural („ländliches Kirchspiel“) im Kanton San Lorenzo der ecuadorianischen Provinz Esmeraldas. Verwaltungssitz ist die Ortschaft San Luis de Carondelet. Die Parroquia besitzt eine Fläche von 76,25 km². Beim Zensus im Jahr 2010 betrug die Einwohnerzahl 1730. Die Bevölkerung besteht zum Großteil aus Afroecuadorianern.

## Lage
Die Parroquia Carondelet liegt im Küstentiefland im Nordwesten von Ecuador. Das Gebiet liegt in Höhen zwischen 15 m und 312 m. Der Río Bogota durchquert den Südwesten des Verwaltungsgebietes in westlicher Richtung. Dessen rechter Nebenfluss Río Tululbí begrenzt das Areal im Norden und im Nordwesten. Der Hauptort San Luis de Carondelet befindet sich am rechten Flussufer des Río Bogota oberhalb der Einmündung des Río Tululbí. San Luis de Carondelet befindet sich 19,5 km südsüdöstlich vom Kantonshauptort San Lorenzo. Eine 4 km lange Nebenstraße verbindet San Luis de Carondelet mit der weiter östlich verlaufenden Fernstraße E10 (Ibarra–San Lorenzo).
Die Parroquia Carondelet grenzt im Osten an die Parroquia Tululbí, im Süden an die Parroquias Santa Rita und San Javier de Cachaví, im Westen an die Parroquias Concepción und San Lorenzo sowie im Nordwesten an die Parroquia Calderón.

## Orte und Siedlungen
In der Parroquia gibt es neben dem Hauptort folgende Comunidades: La Boca und El Encanto. Ferner gibt es folgende Recintos: Najurungo, Estero Torres, El Sande und San Juan de Carondelet. In den 3 Comunidades leben 85 Prozent der Bevölkerung.

## Geschichte
Die Gründung der Parroquia Carondelet wurde am 10. März 1943 im Registro Oficial N° 761 bekannt gemacht und damit wirksam.